# Pawsonaster parvus
Pawsonaster parvus är en sjöstjärneart som först beskrevs av Perrier 1881.  Pawsonaster parvus ingår i släktet Pawsonaster och familjen ledsjöstjärnor. Inga underarter finns listade i Catalogue of Life.